# Bascos (Gers)
Bàscos (en francès Bascous) és un municipi francès situat al departament del Gers i a la regió d'Occitània.

## Geografia

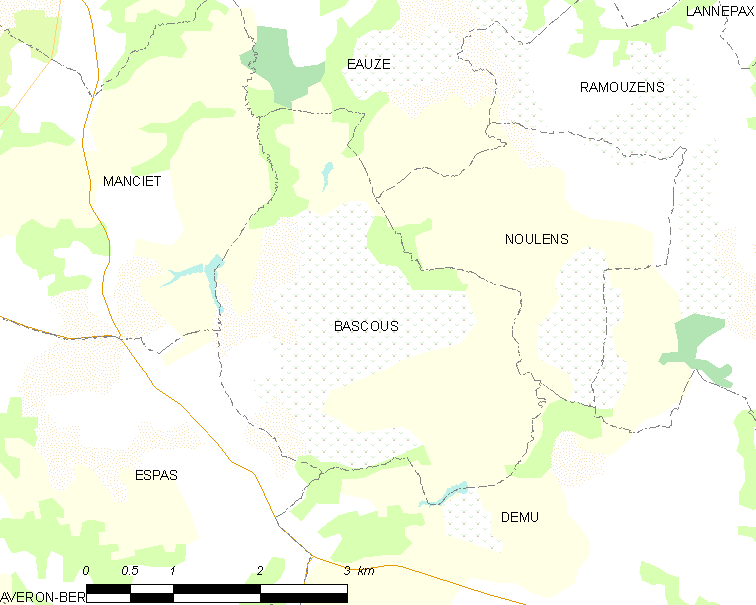
Mapa de la comuna de Bascos

## Administració i política

### Alcaldes
| Període   | Identitat             | Partit        |
| --------- | --------------------- | ------------- |
| 2001-2008 | Paul Lauron           | Divers droite |
| 2008-     | Marie France Garzelli | PS            |

## Demografia
| 1962                                       | 1968 | 1975 | 1982 | 1990 | 1999 | 2006 |
| ------------------------------------------ | ---- | ---- | ---- | ---- | ---- | ---- |
| 175                                        | 159  | 139  | 148  | 144  | 153  | 136  |
| Des de 1962: població sense dobles comptes |      |      |      |      |      |      |